# Lo sport preferito dall'uomo
Lo sport preferito dall'uomo (Man's Favorite Sport?) è un film del 1964, diretto da Howard Hawks, con Rock Hudson e Paula Prentiss.
Tratto dal racconto The Girl Who Almost Got Away di Pat Frank, il film è l'ennesima variazione di un tema classico del regista: l'uomo vittima dell'altro sesso. Con una variante: l'uomo mostra la propria debolezza non solo nei rapporti sentimentali, ma anche in un campo che dovrebbe essergli congeniale, quello dello sport.
Roger, il protagonista, è vittima addirittura di tre donne: la rossa Tex, la sua gelosa fidanzata, che lo lascia per una serie di equivoci, nonché della bionda Easy e della mora Abby, che lo surclassano per intraprendenza e capacità sportiva.

## Trama
Roger Willoughby, autore di un apprezzato manuale di pesca e responsabile alla vendita del reparto sportivo dei grandi magazzini Abercrombie & Fitch, non solo non è un esperto di questo sport, ma non ha mai pescato in vita sua e prova repulsione per i pesci: tutte le sue competenze derivano da racconti altrui.
Quando il suo capo, per motivi pubblicitari, lo costringe a partecipare all'annuale gara di pesca del lago Wakapoogee, Roger, imbarazzato, confessa la verità ad Abby ed "Easy", le organizzatrici che hanno fortemente spinto per ottenere la sua presenza. Le due intraprendenti ragazze, per nulla scoraggiate dalla rivelazione e decise a salvaguardare il successo del loro torneo, lo aiutano a imparare a pescare nel giro di sei giorni.
Durante i tre giorni di gara, l'inesperto e goffo dilettante ha una fortuna così sfacciata da riuscire addirittura a vincere, quasi suo malgrado. Intanto tutto il tempo passato insieme ha fatto nascere fra Roger e Abby una reciproca attrazione, ma l'uno è già sentimentalmente legato a Tex, l'altra non sopporta che egli sia un truffatore.
La situazione si complica quando, la notte prima dell’ultimo e decisivo giorno di gara, Abby va da Roger con la scusa di farsi dare una pillola contro l’insonnia ma in realtà per sedurlo, anche se alla fine la ragazza prenderà il sonnifero addormentandosi nel letto di Roger, che si arrangia nel sacco a pelo. L’indomani Tex raggiunge Roger nel suo cottage e scopre Abby nel suo letto: credendo che i due siano amanti, lo lascia.
Dopo la vittoria Roger ha dei dubbi sulla necessità di dire che non ha mai pescato in vita sua e che ha vinto per puro caso: sarà Abby, della quale si è innamorato, a convincerlo a confessare tutto.
Così Roger confessa pubblicamente di aver ingannato tutti e di non aver meritato il trofeo. Il suo principale lo licenzia, ma la sua sincerità viene doppiamente premiata: è riassunto dal suo capo, aiutato dagli altri concorrenti della gara di pesca a capire che Roger è una pubblicità perfetta di come chiunque possa diventare un grande pescatore con l'attrezzatura giusta, e ottiene l'amore di Abby.

## Critica
Molto felice appare la scelta dell'interprete maschile: «Hudson, come preda preferita della donna e macho solo nell'apparenza, non è mai stato così autoironico», «persino un attore non eccelso come Rock Hudson pareva un mostro di bravura», ben assistito dalle controparti femminili («un'adorabile P. Prentiss»). La parte del protagonista venne inizialmente proposta anche a Cary Grant.
Un film particolarmente riuscito (per il Mereghetti, giudizio di tre stelle e mezzo su quattro, «Due ore senza un attimo di respiro: una delle commedie di Hawks più maliziose e meglio congegnate»; per il Morandini giudizio di quattro stelle su cinque), che ricorda gli esiti migliori del periodo d'oro della commedia americana, la screwball comedy degli anni trenta e quaranta, come il capolavoro dello stesso Hawks Susanna! (1938), con Katharine Hepburn e Cary Grant.

## Citazioni
La gag del vestito strappato di Maria Perschy durante la cena al ristorante e della camminata sincronizzata per nascondere lo spacco è ripresa dal film Susanna! (1938) e riproposta poi nel film Cominciò con un bacio (1959).

## Curiosità
Le auto guidate dai due protagonisti all'inizio del film sono: una NSU Prinz Sport modello con il tettuccio di tela guidata da Abigail Page (Paula Prentiss) e una Ford Falcon modello Futura in versione convertibile guidata da Roger Willoughby (Rock Hudson). L'auto guidata da Houdson quando si reca al Lago Wakapoogee è una Jeep Wagoneer, prodotta fin dal 1962 e considerata la madre di tutti i SUV.